# Millstream-Falls-Nationalpark
Der Millstream-Falls-Nationalpark (englisch Millstream Falls National Park) ist ein 3,72 Quadratkilometer großer Nationalpark in Queensland, Australien.

## Lage
Er befindet sich in der Region Far North Queensland und liegt etwa 60 Kilometer westlich von Innisfail und 85 Kilometer südwestlich von Cairns. Die Zufahrt zu den Großen Millstream Fällen (Big Millstream Falls) zweigt vom Kennedy Highway 4 Kilometer südlich von Ravenshoe ab. Die Kleinen Millstream Fälle (Little Millstream Falls) erreicht man über die Tully Falls Road.
In der Nachbarschaft liegen die Nationalparks Tully Falls, Malaan und Mount Hypipamee.

## Landesnatur
Der Park wurde am 19. Juni 1909 ausgewiesen und ist damit der erste Nationalpark im nördlichen Queensland. Der Millstream, ein Nebenfluss des Herbert River, bildet hier mit den Großen Millstream Fällen den breitesten, einstufigen Wasserfall Australiens.
Die Fälle verdanken ihre Entstehung der vulkanischen Aktivität vor 3 bis 1,2 Millionen Jahren als bei mehreren Ausbrüchen das Gebiet von insgesamt drei Lavaströmen bedeckt wurde. Der älteste, vor 3 Millionen Jahren, ist heute am Boden des Tals sichtbar, der jüngste, vor 1,2 Millionen Jahren, findet sich an den oberen Hängen des Tals. Bei den Großen Millstream Fällen sind die drei Lavaströme sichtbar.

## Flora und Fauna
Durch die Lage im Regenschatten der Great Dividing Range, ist die Vegetation geprägt von offenen, trockenen Eukalyptuswäldern. Sie beheimaten zahlreiche Säugetiere, Frösche, Reptilien und über 160 Vogelarten.